# Princeton (Illinois)
Princeton je grad u američkoj saveznoj državi Ilinois. Prema popisu stanovništva iz 2010. u njemu je živjelo 7.660 stanovnika.